# Regina Holásková

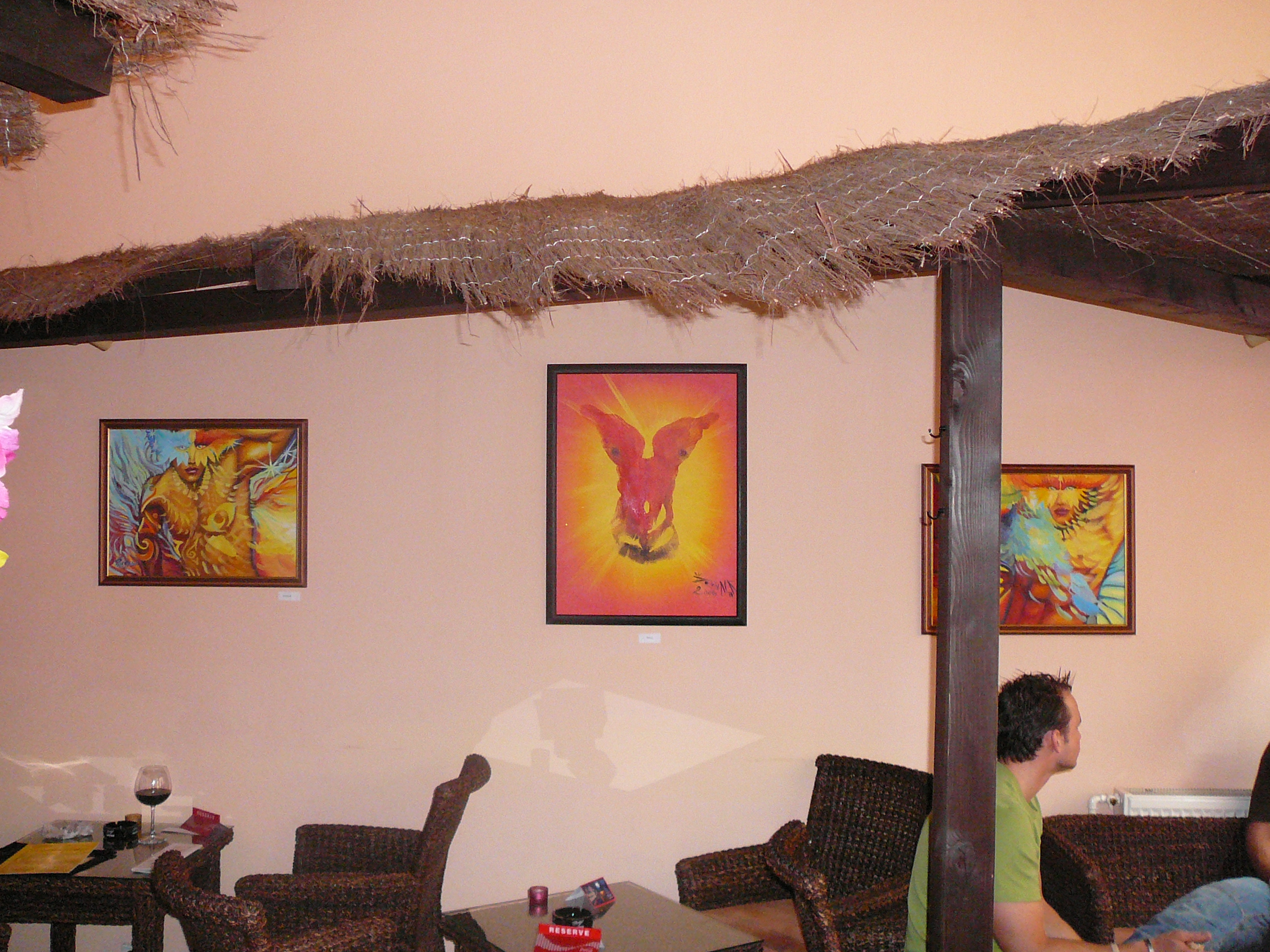
Výstava Aloha Brno 2007

Regina Agia, rozená Holásková (* 28. ledna 1978 Brno) je česká návrhářka oděvů, tanečnice topless, aktivistka a malířka. Mediálně známou se stala díky své účasti v první řadě a čtvrté řadě reality show VyVolení.

## Život a dílo
Po ukončení SPŠ textilní, obor modelářství, návrhářství oděvů a scénických kostýmů, pracovala ve spolupráci s několika modelingovými agenturami jako návrhářka oděvů, fotografka a vizážistka. V roce 2000 se prezentovala na módní přehlídce v Boby centru v Brně, v srpnu 2006 v Redutě.
Pracovala v zahraničí jako toples tanečnice – v Slovinsku (Portorož), Norsku, Japonsku, Mexiku, Irsku, Chorvatsku a Německu (Berlín), dále v Dánsku (Kodani) a na Islandu, ale také v Luxemburku, Švýcarsku, v USA a v brazilském Rio de Janeiru.
Po návratu z první řady Vyvolených otěhotněla a ještě během těhotenství ukončila vztah s otcem malé Isis Paoly Pavlem Tesařem. Dnes[kdy?] se spolu nestýkají, malá Isis Paola žije střídavě u Reginy a u Pavlových rodičů, manželů Tesařových.[zdroj⁠?!] V prosinci 2013 a lednu 2014 se Regina pokusila o získání dcery zpět.[zdroj⁠?!] Od roku 2020 již má dceru Pavel Tesař ve své péči.[zdroj⁠?!]
Od roku 2004 [kdy?] působí jako malířka obrazů v Brně. V květnu 2008 si požádala o nové jméno a v červnu 2008 jí byly vydány doklady na jméno Regina Agia. V roce 2006 vystavovala své obrazy mimo jiné v brněnském Kapitolu a Solidní nejistotě a společně s Alenou Cikovou na Senovážném náměstí v Praze. Kmotrou nového obrazu Agnes byla Ivana Barazi. V roce 2007 znovu vystavuje v Brně, společně s Marcelou Karasovou.
O své tvorbě a snech sama říká: „Je to svět, po kterém jsem vždycky toužila. Odpoutat se od reality a těšit se záplavou barev, které vede mé podvědomí. Malování a obrazy jsou zatím jen prvním krokem na cestě mé tvorby. Mým snem je vytvořit ne jednu kolekci oděvů a věnovat se i širšímu spektru designu, např. interiérům.“ V roce 2024  společná výstava P. Pardyho a Reginy Agia 

## Účast v reality show VyVolení
Do vily VyVolených vstoupila Regina spolu s dalšími prvními pěti soutěžícími 20. srpna 2005. Již na začátku svého pobytu si znepřátelila většinu soutěžících, kteří ji v prvním zúčtování navrhli na odchod z vily. Do duelu Regina jako svého protihráče vyzvala Hanu Gajdošovou, poměrem hlasů 258 444:165 848 zvítězila a svým návratem do vily šokovala některé své spolubydlící. Podruhé se duelu zúčastnila poté, co ji jako soupeřku vyzval Michal Fraš; prohrála s ním 563 911:47 853 a vilu po 71 dnech opustila.
Dne 26. října 2013 vstoupila podruhé do vily VyVolených, tentokrát jako divoká karta pořadatele TV Prima. Představila se úplně jinak, než jak na ni diváci byli zvyklí z první řady VV – jako žena, která bojuje za práva zvířat, proti znečišťování Země, proti násilí a za rovná práva žen (propaguje též veganství a zdravou výživu). Nakonec si jako v první řadě opět znepřátelila všechny soutěžící a pohádala se s Vladkem. Dne 8. listopadu 2013 šla do duelu s Evou Feureislovou, která ji porazila v poměru 75:25 a po 15 dnech vilu opustila.
Dne 19. listopadu vstoupila do vily znovu jako vesmířanka, avšak 22. listopadu ze soutěže na vlastní žádost odešla, což jí umožnil dodatek smlouvy.
V týdnu od 7. listopadu do 12. listopadu 2016 se objevila ve speciálním vydání pořadu Prostřeno.